# Vížky
Vížky je malá vesnice, část obce Lukavice v okrese Chrudim. Nachází se asi 2 km na jih od Lukavice a leží v nadmořské výšce 400 m. V roce 2009 zde bylo evidováno 18 adres. V roce 2001 zde trvale žilo 44 obyvatel.
Vížky je také název katastrálního území o rozloze 2,48 km2. V katastrálním území Vížky leží i Loučky a Radochlín. Nedaleko se nachází přírodní rezervace Strádovské peklo, která je součástí CHKO Železné hory.
Ve Vížkách působí Sbor dobrovolných hasičů Vížky. Sídlí zde SOKOL FALCO s.r.o., výrobce masových produktů pro zvířata a také distribuční firma firmy FALCO SOKOL a.s., která tu má od roku 1996 svůj závod.

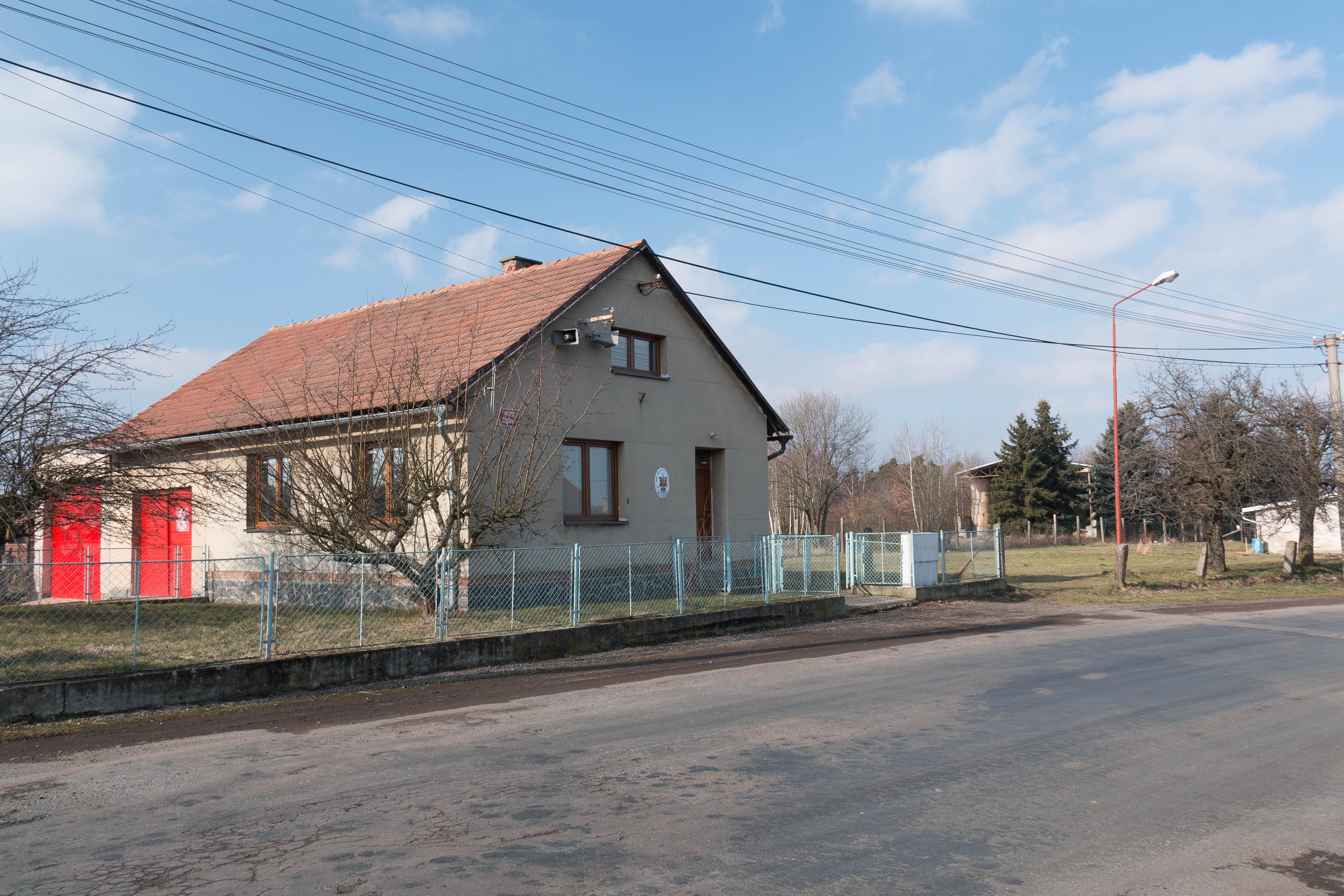
Hasičská zbrojnice ve Vížkách